# Ed Lay
Edward Owen Lay (nacido el 20 de febrero de 1981) es el baterista de la banda de indie rock Editors quienes subieron a la fama después de la publicación en el 2005 de su álbum debut The Back Room.
Lay unió a Editors, quienes eran conocidos como The Pride y reemplazaron al baterista anterior de la banda Geraint Owen (quién ahora toca la batería para la banda galesa The Heights).    
Nativo de Ipswich, Lay se encontró con sus compañeros de banda completando el programa de Tecnología de Música en la Universidad de Staffordshire. Aunque Editors adquirían popularidad musical, los miembros de la banda mantuvieron trabajos impares. Lay trabajó en una tienda de zapatos con el guitarrista de Editors, Chris Urbanowicz.    
Antes de lograr el estrellato, tocaba la batería en varias bandas de Ipswich.
- Datos: Q5660069
- Multimedia: Ed Lay / Q5660069